# Myristica contorta
Myristica contorta är en tvåhjärtbladig växtart som beskrevs av Otto Warburg. Myristica contorta ingår i släktet Myristica och familjen Myristicaceae. Inga underarter finns listade i Catalogue of Life.